# Версии повода к войне в Грузии (2008)
Выдвигались различные версии повода, послужившего началом войны в Грузии 2008 года.

## Официальные версии
Версии причин, заявленные официальными лицами государств:

### Южная Осетия
В южноосетинской интерпретации, война вызвана агрессией Грузии против Южной Осетии, произошедшей в канун Олимпийских игр. Президент Южной Осетии Эдуард Кокойты заявил:

Кодовое название блицкрига — «Чистое поле» — раскрывает суть планов Грузии — провести этническую чистку, превратить в «чистое поле» всю Южную Осетию. Первые же сутки полномасштабной военной агрессии, предпринятой Грузией против Южной Осетии принесли нашему народу огромные жертвы. Только операция по принуждению к миру положила конец бессмысленной и жестокой войне, принёсшей столько страданий нашему народу. Решение Президента России о проведении операции по принуждению агрессора к миру было своевременным, мужественным и единственно верным… Южная Осетия никогда не забудет и не простит преступлений грузинского фашизма. Грузинские власти своей бессмысленной жестокостью вырыли бездонную кровавую пропасть между Грузией и Южной Осетией.

8 августа Эдуард Кокойты заявил о многочисленных жертвах среди мирных жителей Южной Осетии, обвинив президента Грузии Михаила Саакашвили в геноциде осетинского народа, однако в дальнейшем эти цифры не подтвердились.
Южноосетинские официальные лица все утверждения грузинской стороны называют «циничной ложью» и обвиняют высокопоставленных грузинских чиновников, включая президента, в организации военных преступлений. Президент Южной Осетии Эдуард Кокойты 10 ноября 2008 года сказал: «Сегодня, с точки зрения той информации, которая поступает и на западные СМИ, а через них уже доводится до международного сообщества, говорит о том, что наступает уже перелом в таком информационном противостоянии, потому что все это ложь и грязь, которую пытались в самом начале вылить на осетинскую сторону, на российскую сторону. Сегодня уже Запад всё больше и больше приходит к тому пониманию, кто и как развязал эту агрессию, кто навязал нацизм… Поэтому, если мы с Вами опять-таки консолидируем все наши усилия, для того чтобы прорвать и окончательно развеять все эти грузинские мифы о якобы опасности и агрессии со стороны Южной Осетии и со стороны России, чем больше правды будет знать народ, международное сообщество, тем меньше оно будут допускать ошибок. Таких горячих точек, как Южная Осетия, уже не будет…»

### Абхазия
22 августа начальник Генерального штаба ВС Абхазии Анатолий Зайцев заявил, что грузинская армия после полного захвата Южной Осетии планировала через 3 часа начать наступательную военную операцию против Абхазии. По его словам, планы у Грузии были таковы: «наносился мощный авиационный удар, производилась высадка первого эшелона десанта с моря в количестве 800 человек на быстроходных катерах, затем ещё раз 800 человек должно было высадиться в г. Сухум, а 6 тысяч человек должны были наносить удар артиллерией и реактивными системами, дальностью стрельбы 45 км, по нашим горно-стрелковым батальонам в Кодорском ущелье и блок постам российских миротворческих сил. (…) Грузины предполагали, что наши подразделения и блокпосты „голубых касок“ будут снесены шквальным огнём в этом узком ущелье, и после этого грузинская группировка начинала наступать в направлении г. Сухуми».

### Грузия
По версии президента Грузии М. Саакашвили, начало военных действий было реакцией на южноосетинские провокации и непосредственную угрозу российского нападения. Грузия, по утверждениям её властей, имела надежную информацию, полученную в результате перехвата телефонного разговора, о том, что утром 7 августа войска РФ уже прошли через Рокский тоннель и вторглись в Южную Осетию. В первые часы войны правительство Грузии мотивировало свои действия тем, что «сепаратисты осуществили нападение на прилегающие к Цхинвали сёла», сделав это в ответ на одностороннее прекращение огня Грузией. Заявлялось о массированных бомбовых обстрелах мирного населения и миротворцев, которые произошли в последние часы 7 августа 2008 года, при этом также указывалось, что «через Рокский тоннель российско-грузинскую границу пересекли сотни вооружённых лиц и военная техника».
В 2 часа ночи 8 августа правительство Грузии опубликовало заявление: 

«В течение последних часов сепаратисты осуществили военное нападение на мирное население сёл региона и против миротворческих сил, что вызвало крайнюю эскалацию положения. В ответ на одностороннее прекращение огня и предложение президента Грузии провести мирные переговоры, сепаратисты осуществили нападение на прилегающие к Цхинвали сёла. Сперва было атаковано село Приси в 22.30 ч., а потом в 23.00 — с. Тамарашени. Был произведён массированный бомбовый обстрел, как позиций миротворческих сил, так и мирного населения. В результате нападения есть раненные и погибшие. 

По существующим данным, через Рокский тоннель российско-грузинскую границу пересекли сотни вооружённых лиц и военная техника. В целях обеспечения безопасности мирного населения и предотвращения вооружённых нападений, власти Грузии были вынуждены принять адекватные меры. Несмотря на обострённую обстановку, правительство Грузии снова подтверждает свою готовность к мирному урегулированию конфликта, и призывает сепаратистов прекратить вооружённые действия и сесть за стол переговоров».— Заявление правительства Грузии в связи с обстановкой в регионе Южной Осетии
Утром 8 августа командующий грузинскими миротворцами Мамука Курашвили назвал действия Грузии в Южной Осетии «операцией по наведению в Цхинвальском регионе конституционного порядка». Позднее, в октябре 2008 года, в ходе разбирательств в грузинском парламенте, Курашвили сказал, что его заявление было импульсивным и не было санкционировано высшим политическим руководством Грузии. Секретарь СНБ Грузии Ломаия тогда же заявил, что суть заявления «не была правильной», а сам Курашвили получил выговор.
Госминистр Грузии по реинтеграции Темур Якобашвили пояснил, что «целью руководства Грузии является не взятие городов. В Тбилиси хотят лишь поставить точку на криминальном режиме, чтобы никто не угрожал нашим городам, гражданам и инфраструктуре». Грузинская сторона заявила, что действия грузинской армии в Южной Осетии были ответом на нарушение режима прекращения огня.
8 августа Темур Якобашвили призвал Россию к вмешательству в конфликт в качестве «настоящего миротворца».
9 августа парламент Грузии единогласно утвердил указ президента Михаила Саакашвили об объявлении военного положения и полной мобилизации сроком на 15 дней. В тексте указа введение военного положения было обосновано необходимостью «предотвращения дестабилизации в регионе, вооружённых нападений на мирное население и фактов насилия, с целью защиты прав и свобод человека».
22 августа Т. Якобашвили заявил в интервью украинскому агентству «УНИАН»: «…решение атаковать Цхинвали было принято только тогда, когда колонна российской военной техники начала входить в Южную Осетию. Рассказы о том, что мы из установок „Град“ нанесли удар по Цхинвали — враньё. Цхинвали бомбили русские после того, как мы взяли его на четыре с половиной часа. Мы бомбили окрестные высоты, используя в том числе авиацию и „Град“. Подчёркиваю, не населённые пункты».
В статье The New York Times 24 августа утверждалось, что «факт состоит в том, что Россия хочет расчленить Грузию — демократическое государство, которое стоит спасти не только ради него самого, но и чтобы не допустить эффекта домино в „ближнем зарубежье“».
5 сентября заместитель министра иностранных дел Грузии Григол Вашадзе в интервью дипломатическому корреспонденту «Интерфакса» Ксении Байгаровой заявил, что «с 1 по 7 августа тяжёлая артиллерия так называемых южноосетинских сил под руководством российских военных сровняла с землёй все грузинские деревни, прилегающие к зоне конфликта». Более полно грузинская версия представлена в заявке на рассмотрение конфликта в Гаагском суде.
По официальным заявлениям грузинской стороны, российские миротворческие силы, оставшиеся на территории Грузии после подписания плана Медведева-Саркози, «реально представляли оккупационные войска, главной целью которых было не урегулирование конфликта, а присвоение грузинских территорий».
5 ноября 2008 года на официальной пресс-конференции, состоявшейся под эгидой НАТО в Риге, президент Грузии представил свою версию начала войны, начавшейся в виде агрессии России против Грузии, пришедшей с территории Украины: началом следует считать выход кораблей Черноморского флота России «с полным вооружением» из Севастополя к побережью Грузии, который произошёл, как минимум, за 6 дней до первых выстрелов на административной границе с Южной Осетией. По словам Саакашвили, президент Украины Ющенко попытался своим указом остановить Черноморский флот, но Россия его проигнорировала. Данная версия оспаривается украинскими и российскими СМИ, заявляющими, что указ Ющенко появился лишь 13 августа, лишь после того, как президент России Медведев официально объявил о перемирии.
Также, в ноябре 2008 года Саакашвили заявлял, что Россия не пошла на завоевание всей Грузии из-за того, что понимала готовность Вооружённых сил Грузии оказать ей сопротивление: «Грузинская армия впервые после Второй мировой войны заставила бежать с поля боя русских генералов» При этом он убеждён, что против Грузии воевало 95 % боеспособной части Вооружённых сил России, «сбито 17-19 (российских) летательных аппаратов. 58-я российская армия фактически была сожжена 4-й (грузинской) бригадой». В целом Саакашвили очень доволен действиями Вооружённых сил Грузии: "Грузинская армия оказала примерное сопротивление монстру — армии большой страны"т. Однако, по его словам, «когда 58-й армии было нанесено поражение, Россия задействовала сухопутные и воздушные силы. Они выпустили более половины запаса своих „Искандеров“». Грузинский президент считает, что решение о боевых действиях в Южной Осетии было неминуемым:

Это решение было неминуемым в связи с двумя основными обстоятельствами:

1. нам стало известно, что сотни танков российской армии, тяжёлая техника, артиллерийские установки, и тысячи военных были подведены к грузино-российской границе, у Рокского тоннеля, и мы начали получать неопровержимые, подтверждённые разведывательные данные, и вы их видели, что они начали движение и пересекают государственную границу Грузии. Этот факт позже подтвердили мировые СМИ, опубликованы телефонные перехваты, изучено много материала, добытые из Интернета, из открытых источников, и от разведывательных источников, хотя нужно сказать, что информация открытых источников такая же убедительная, как и информация разведывательных информация, может иногда и более убедительная. И в это время факт вторжения в Грузию военной силы не смогла опровергнуть и не опровергал и сама Российская Федерация.
— 
в мае 2009 года Саакашвили заявил, что российские войска планировали взять под свой контроль не только Грузию, но и весь черноморско-каспийский регион, однако благодаря доблести грузинских военнослужащих этого не произошло.

#### Критика
По информации немецкого журнала Spiegel, к утру 7 августа грузинская сторона сосредоточила на границе с Южной Осетией около 12 тыс. человек, а также 75 БТР и танков возле Гори. Журнал писал, что по данным западных разведслужб «российская армия начала огонь не ранее 7:30 утра 8 августа <и> начала свой марш из Северной Осетии через Рокский тоннель не ранее 11 часов утра. Такая последовательность событий говорит о том, что Москва не проводила агрессию, а просто действовала в ответ». По словам полковника генерального штаба Германии Вольфганга Рихтера, находившегося в тот период в Тбилиси, «грузины в определённой мере „привирали“ о передвижениях войск». Он не смог найти доказательств заявлений Саакашвили о том, что «русские выдвинулись в Рокский тоннель ещё до того, как Тбилиси отдал приказ наступать», но и исключить продвижение не мог. В то же время Spiegel упомянули и о проблемном для российской стороны интервью капитана Сидристого в газете Красная звезда, в изначальной версии которого подтверждалось предположение о начале действий российских войск 7 августа.
В октябре 2008 года французская Le Monde, комментируя утверждения о том, что атака на Цхинвал началась после того, как «сотни российских танков уже прошли по Рокскому туннелю <…> чтобы начать вторжение», писала, что «эта точка зрения проблематична потому, что противоречит всем заявлениям, которые грузинская сторона делала во время событий», утверждая, что до 8 августа никто публично не говорил о российских танках, приводя слова посла Франции в Грузии Эрика Фурнье: «Грузины не звонили своим европейским союзникам со словами: русские нас атакуют». Однако Юлия Латынина писала, что Саакашвили 7 августа пытался дозвониться до американских и европейских лидеров, но смог связаться только с заместителем помощника госсекретаря США Мэтью Брайза, который лишь посоветовал ему «не поддаваться на российские провокации».
20 декабря 2008 года BBC привела мнение бывшего министра обороны Грузии Георгия Каркарашвили, по мнению которого «утверждениям грузинских военных о том, что грузинская армия вела на территории Южной Осетии лишь оборонительные действия, явно противоречит хоть и краткосрочное, но закрепление в Цхинвали центральной группировки войск. И это в то время, когда она, по логике, должна была быть сосредоточенной на направлении Рокского тоннеля, откуда, как утверждала грузинская сторона, продолжала продвигаться живая сила и техника российской армии».
В августе 2011 года экс-премьер Грузии Тенгиз Сигуа в интервью агентству РИА Новости заявил, что войну начала Грузия: «Войну 2008 года начали мы. Мы начали обстреливать Цхинвали, и это дало право после гибели российских миротворцев активно вмешаться российским войскам».

### Россия
Основные пункты, на которых настаивали практически все российские политики:
- Утверждалось, что причинами ввода российских войск стали агрессия Грузии против неподконтрольных ей территорий Южной Осетии[41].
  - Утверждалось, что гуманитарная катастрофа (исход из региона 30 тыс. беженцев, гибель российских миротворцев и жителей Южной Осетии) стали итогом «непродуманных действий Грузии»[41].
  - Действия грузинской армии в отношении мирных жителей квалифицировались как геноцид, при этом отмечалось, что большинство населения Южной Осетии — граждане России[41].
- Многие российские политики утверждали о причастности США к развязыванию войны.
  - 28 августа Владимир Путин заявил в интервью телеканалу CNN, что «Республиканцы в Белом доме способствовали нападению Грузии на Южную Осетию, дабы поднять рейтинг кандидату от Республиканской партии Джону Маккейну»[42]. По утверждению заместителя начальника Генерального штаба Вооружённых сил Российской Федерации А. А. Ноговицына, грузинская операция «Чистое поле» против Южной Осетии была разработана Грузией совместно с США[43].
  - По мнению директора Института политических исследований Сергея Маркова и председателя Госдумы РФ Бориса Грызлова, основным инициатором стала группа американских неоконсерваторов во главе с вице-президентом США Диком Чейни, стремящаяся обеспечить победу Джона Маккейна над Бараком Обамой, чтобы сохранить свои позиции в администрации США. Марков сравнивал действия неоконсерваторов Чейни с развитием событий в американском фильме «Хвост виляет собакой», где для спасения избирательной кампании избирательный штаб действующего президента начинает виртуальную войну в СМИ с Албанией. По мнению Маркова, неоконы «решили организовать виртуальную „холодную войну“ Запада с Россией, и на <её> волне <…> обеспечить взлом текущей президентской избирательной кампании и победу Маккейна»[44].

Нет единой позиции по отдельным пунктам:
- Версию, что целью России является свержение режима М. Саакашвили, отвергал замдиректора департамента информации и печати МИД России Борис Малахов[45], глава МИД России Сергей Лавров назвал «несусветной чепухой» заявления, что Россия, прикрываясь югоосетинским конфликтом, пыталась сбросить правительство Грузии и установить над страной свой контроль[41]. В то же время постоянный представитель США при ООН Залмай Халилзад рассказал, что в беседе Лаврова с госсекретарем США Кондолизой Райс Лавров заявил, что грузинский президент Михаил Саакашвили «должен уйти»[46].
- Лавров заявил, что «Россия этот конфликт не готовила»[41]. Хотя в основной массе российские политики придерживались именно этой линии, однако заявления многих военных чиновников (генерала Марата Кулахметова, генерала Анатолия Хрулёва) противоречили этой позиции. Также мнения о спланированности вторжения придерживался бывший член правительства России В. Милов: «поступающие свидетельства российских военных приготовлений (внедрение в южноосетинское „правительство“ десанта российских силовиков, обстрелы и провокации в адрес Грузии, предварительная эвакуация населения) не позволяют считать Москву столь уж невиновной в развязывании конфликта, а использованные методы „гуманитарной интервенции“, включая стрельбу из „Градов“ по Цхинвали уже с российской стороны, — не позволяют вести речь о „гуманном“ характере военной операции (хорошо хоть, что для защиты Южной Осетии не применили ядерное оружие)»[47].

15 августа Главнокомандующий вооружёнными силами РФ президент Дмитрий Медведев заявил, что «господину Саакашвили надоела вся эта дипломатия, и он попросту решил вырезать мешающих ему осетин». Позднее, на интервью, приуроченном к третьей годовщине начала войны, он высказался:

В ночь с 7-го на 8-е число мне позвонил Министр обороны (я как раз двигался по Волге, был в отпуске, и вообще вся планета была в предвкушении Олимпиады, которая была в Китае) и сказал, что наш грузинский сосед начал активные боевые действия. Я, честно скажу, абсолютно, предельно откровенно, вначале очень засомневался и говорю: «Знаешь, надо проверить, он что, совсем сумасшедший, сбрендил, что ли? Может быть, это просто провокация какая-то, он испытывает на прочность осетин и пытается что-то нам показать?»
Проходит час, он говорит: "Нет, они уже ударили из всех орудий, они используют «Град». Я говорю: «Хорошо, жду новую информацию». Ещё какое-то время проходит, он говорит: «Знаете, я хочу Вам доложить, они только что уничтожили палатку с нашими миротворцами, всех насмерть положили. Что я должен сделать?» Я сказал: «Открывайте ответный огонь на поражение». Никаких цифр в этот момент не фигурировало.
— Интервью Дмитрия Медведева от 5 августа 2011 года

#### Критика
По информации издания The Wall Street Journal, преобладающей точкой зрения на Западе является мнение о несоразмерности российской реакции на действия Саакашвили, инициировавшего войну. Существует версия о неофициальном вводе российских войск в Южную Осетию ещё накануне войны, что, по заявлениям Тбилиси, спровоцировало ответные действия грузинских войск.
В первые дни войны в качестве аргумента о «гуманитарной катастрофе» и «геноциде осетинского народа» назывались озвученные южноосетинской стороной оценки числа погибших жителей Южной Осетии, многократно завышенные и превышающие тысячу человек.
Утверждения России об агрессии Грузии против Южной Осетии также противоречат Уставу ООН, так как независимость Южной Осетии на 8 августа 2008 года не была признана ни одним государством мира-членом ООН (в отличие от независимости и территориальной целостности Грузии), что фактически определяет действия России как вмешательство во внутригрузинский конфликт.
Сопутствующее заявление о агрессии Грузии против «российских граждан» (жителей Южной Осетии, получивших российские паспорта) лишь усугубляет позицию России, так как массовая выдача собственных паспортов на территории де-факто другого государства ведёт к нарастанию напряжённости и является одним из признаков «мягкой аннексии». В дальнейшем выданные на грузинских территориях российские паспорта не получили признания ни в Совете Европы, ни в Европарламенте.
Уже выйдя в отставку, бывший госсекретарь США Кондолиза Райс заявила изданию «The Weekly Standard» о том, что «русские хотели этой войны… Они делали все возможное, пытаясь спровоцировать грузин. Обстрелы российскими союзниками из Южной Осетии грузинских городов — именно это послужило началом войны», уточнив, что «возлагает вину» за начало войны, в частности, на премьер-министра Владимира Путина. В своих мемуарах «Нет чести выше» она описывает встречу в Кремле с Владимиром Путиным, на которой тот сказал: «Если Саакашвили хочет войну, он её получит».
Расследование Международного уголовного суда также опровергло часть предъявленых Россией обвинений; в частности МУС не обнаружил случаев совершения грузинской стороной военных преступлений ни в ходе войны, ни в непосредственно предшествовавший и последующий период.

## Международное рассмотрение

### Международная комиссия по расследованию обстоятельств войны
В декабре 2008 года Европейским союзом была создана Международная комиссия по расследованию обстоятельств войны на Южном Кавказе в августе 2008 года, для международного изучения причин конфликта. Эта комиссия, под руководством экс-представителя ООН в Грузии Хайди Тальявини, включала независимых военных экспертов, ей был выделен бюджет в размере 1,6 млн евро.
Доклад комиссии должен был быть представлен 31 июля 2009 года, но его перенесли на 30 сентября. В докладе делается вывод, что войну начала Грузия, действия же России, предшествовавшие этому, ограничивались многомесячными вызывающими действиями.
Ключевыми позициями доклада, противоречащими грузинской версии, были:

a) Боевые действия начались с масштабной грузинской операции против города Цхинвали и прилегающих территорий в ночь с 7 на 8 августа 2008 года, которой предшествовал массированный артиллерийский обстрел.
b) Комиссия не может считать достаточно доказанным утверждение Грузии о вторжении значительных российских сил в Южную Осетию до 8 августа.
c) Возникает вопрос, являлось ли применение Грузией силы в Южной Осетии оправданным с точки зрения международного права? По нашему мнению, ответить на него следует отрицательно.
d) Следующий вопрос состоит в том, являлось ли оправданным применение грузинской армией силы в отношении российских миротворцев на грузинской территории (в Южной Осетии)? Ответ, опять-таки, отрицательный.
e) Не приходится сомневаться в том, что Россия имела право отразить нападение на своих миротворцев средствами, пропорциональными угрозе. Таким образом, на первом этапе конфликта применение Россией силы в целях обороны следует признать законным.
— Главные положения доклада ЕС о войне России с Грузией // Би-би-си
В итоговом докладе комиссии указывается, что первоначальный ответ России на нападение грузинских войск на Цхинвали был оправдан целями защиты, однако, по мнению комиссии, последующие действия российских войск были чрезмерными. Также в докладе отмечалось, что все операции югоосетинских сил, за исключением непосредственно направленных на отражение нападения грузинской армии, в особенности акты насилия в отношении этнических грузин в Южной Осетии и за её пределами, были нарушением международного гуманитарного права и прав человека.

### Международные суды
В 2021 году ЕСПЧ пересмотрел часть пунктов обвинения, оставив, однако, отправной точкой начала полномасштабных военных действий обстрел Цхинвали.

## Неофициальные версии
После войны различными политиками и средствами массовой информации высказывались различные версии повода к началу боевых действий. Версии различных источников подчас диаметрально противоположны; ниже приведены некоторые из высказываний.
- Премьер-министр Италии Сильвио Берлускони 12 ноября 2008 выразил мнение, что США провоцировали Россию: «Скажем прямо: мы полагаем, что имели место провокации Российской Федерации». В числе таких провокаций Берлускони назвал проект по размещению объектов американской ПРО в Польше и Чехии, одностороннее признание независимости Косово и ускорение процесса вступления Грузии и Украины в НАТО[65].
- По мнению некоторых российских правозащитников, причиной войны явилось расширенное толкование понятия «защита интересов граждан» руководством России[66]. Серьёзной ошибкой они считают также назначение миротворцев из стран, сопредельных конфликту.
- 11 августа журнал «Русский Newsweek» писал[67]: «Опрошенные Newsweek западные эксперты сходятся в одном: Саакашвили действительно не получал добро на Реконкисту Южной Осетии военными средствами. Скорее он принял за одобрение постоянные дипломатические похвалы и заверения в союзнических чувствах. И решил поставить США и Европу перед выбором. (…) По словам источника, близкого к грузинскому правительству, стратегическое решение возвращать Осетию силой Саакашвили принял примерно год назад, после того, как стало ясно, что Кокойты не пойдет на переговоры о статусе Южной Осетии и смене формата миротворческой операции. „Саакашвили все последнее время жаловался американцам и европейцам, что не сможет смириться с тем, что не контролирует всю территорию. Что это мешает интеграции Грузии в Евроатлантические структуры. Умолял — сделайте что-нибудь. Надавите на Россию. Раздражался в частных разговорах: мол, Запад не хочет помочь“, — рассказывает собеседник Newsweek. Он говорит, что у грузинского президента была программа-максимум и программа-минимум. Первая — за несколько дней занять всю или почти всю Южную Осетию и перекрыть Рокский туннель. После этого можно было объявлять о возобновлении мирных переговоров, но уже с отвоеванной Осетией. Эту программу удалось бы реализовать, не решись Россия на быстрое вмешательство. „Если овладеть Осетией не удастся, включается программа-минимум, — рассказывает источник. — Грузинское руководство заявляет, что российские миротворцы не смогли остановить конфликт, и пролилась кровь. Мол, мы готовы прекратить огонь, но нам нужны эффективные миротворческие силы. Пусть Запад их пришлет и заставит Россию их принять“. Для этого принципиально было представить дело не просто как законную операцию Грузии по восстановлению своего суверенитета, но как самовозгорание конфликта, возникшее из перестрелок, в которых к тому же виновата Южная Осетия».
- Президент Академии геополитических проблем Леонид Ивашов заявил, что эскалацию конфликта следует рассматривать в контексте того, что «США вместе со своими союзниками из Западной Европы делают всё, чтобы окончательно вытеснить Россию с Кавказа». Ивашов предположил, что в декабре 2008 Грузию поставят в очередь на вступление в НАТО[68][69] — данные прогнозы эксперта не оправдались.
- Комментатор британской газеты The Independent 13 августа исходила из того, что Россия пошла на военные действия, преследуя 2 цели: удалить неугодного ей лидера (проявляющего чрезмерную самостоятельность и навлекшего на себя личную неприязнь Путина) и предупредить вступление Грузии в НАТО[70].
- В «Новой газете» различные авторы обвиняли в развязывании войны российскую сторону:
  - 28 августа Ю. Латынина утверждала: «Первый шаг к этой войне был сделан Михаилом Саакашвили тогда, когда грузинский президент стал строить западное государство. Очень жёсткое и в то же время либеральное: с низкими налогами, распродажей госсобственности, с минимальными расходами на социалку и максимальными — на инфраструктуру государства, то есть новехонькую армию и безупречную, не берущую взяток полицию»[71].
  - Аналитик Павел Фельгенгауэр вскоре после начала войны был уверен, что «российское вторжение в Грузию было заранее спланировано, причём окончательное политическое решение завершить подготовку и начать войну в августе было, похоже, принято ещё в апреле»[72]. При этом за две недели до начала войны Фельгенгауэр хвалил грузинскую армию, называя её «самой качественной на постсоветском пространстве» и не сомневаясь в её быстрой победе в случае войны непосредствено с сепаратистами (без учёта российского вмешательства)[73].
- По мнению бывшего посла США при ООН Ричарда Холбрука, Россия спровоцировала Грузию и намеренно приурочила это к Олимпийским играм с целью свержения грузинского правительства и что следующей целью для России будет Украина[74]. Этот же тезис (о планирующемся скором начале военной операции России против Украины) после активно использовался в избирательной кампании Джона Маккейна на пост президента США[источник не указан 856 дней].
- По мнению журналиста итальянской газеты La Stampa, конспиролога Джульето Кьеза, «Саакашвили, вне всякого сомнения, не действовал, не проконсультировавшись со своими основными благодетелями, Соединенными Штатами. И если он начал действовать, то он получил одобрение Вашингтона. Представить обратное, означает не понимать веса американского влияния на нынешнюю Грузию»[75].
- 27 августа Financial Times писала: «Вполне возможно, что Саакашвили просто угодил в хорошо приготовленную русскую ловушку»[76].
- «Независимая газета» от 29 августа 2008 года, обращая внимание на «демонстративное молчание Путина» в ответ на шквал критики признания Россией независимости сепаратистских регионов Грузии, приводила мнение Георгия Сатарова: «Медведев, как президент, ввёл войска в зону грузино-осетинского конфликта без санкции Совета Федерации — это грубейшее нарушение Конституции. Поэтому я могу предложить такой сюжет: Путин даёт возможность Медведеву насовершать кучу ошибок, а потом устраивает импичмент и организует новые президентские выборы, для него это не составит никакого труда. Если бы Путин был настоящим товарищем, он бы не оставил Медведева в этой ситуации в одиночестве»[77].
- Французская газета Le Monde от 25 октября 2008 года приводила следующее мнение бывшего советника президента России (2000—2005) Андрея Илларионова: «Целью России было свергнуть Саакашвили, вернуть себе влияние в Тбилиси под прикрытием революции или государственного переворота, сопровождаемых военными инцидентами. Такие сценарии уже имели место на Кавказе в 1990-е годы, и тогда это никого особенно не взволновало»[78]. По мнению Илларионова, в Кремле планировали привести к власти в Тбилиси бывшего офицера КГБ Игоря Гиоргадзе, который укрывается в России[78].
  - К августу 2009 года Илларионов проанализировал заявления о провокациях и обстрелах, прошедших в период «Снайперской войны» (1-7 августа 2008 года) и предшествовавших полномасштабным боевым действиям. Всего он насчитал 57 актов агрессии, из которых[79]:
    - 19 действий были впервые совершены коалицией (Россией, Абхазией и Южной Осетией), за ними последовали аналогичные действия Грузии.
    - 36 других агрессивных действий со стороны коалиции прошли без ответа со стороны Грузии, и в двух случаях информация о действиях грузинской стороны отсутствует.
    - в одном случае Грузия совершила агрессивное действие ранее, чем это сделала коалиция.

  - Алан Чочиев, югоосетинский политик и соавтор флага Южной Осетии, оставаясь приверженцем независимости региона, в 2012 году  обвинил российских власти в планировании геноцида южных осетин. По его мнению, президент России Дмитрий Медведев и премьер-министр Владимир Путин давно разработали стратегию, согласно которой действия подконтрольных им югоосетинских властей были направлены на затягивание конфликта. Чочиев утверждал, что в ходе военных действий они ожидали, пока число жертв не достигнет 2000, чтобы квалифицировать происходящее как геноцид. Это, по его словам, позволило бы обвинить президента Грузии Михаила Саакашвили в преступлениях против мирного населения и потребовать его привлечения к ответственности в Гаагском трибунале. Чочиев заявил, что глобальной целью российских властей было стремление «наказать» Грузию как государство, отвергнувшее Советский Союз и Содружество Независимых Государств и выбравшее путь западного развития[80].